# Atriofronta polyvacuola
Atriofronta polyvacuola är en plattmaskart som beskrevs av Jürgen Dörjes 1968. Atriofronta polyvacuola ingår i släktet Atriofronta och familjen Actinoposthiidae. Inga underarter finns listade i Catalogue of Life.